# 2004 PV107
2004 PV107, também escrito como 2004 PV107, é um objeto transnetuniano (TNO) que está localizado no Cinturão de Kuiper, uma região do Sistema Solar. Este corpo celeste é classificado como um cubewano. Ele possui uma magnitude absoluta de 5,9 e tem um diâmetro com cerca de 312 km. astrônomo Mike Brown lista este corpo celeste em sua página na internet como um candidato a possível planeta anão.

## Descoberta
2004 PV107 foi descoberto no dia 15 de agosto de 2004 pelo astrônomo Marc W. Buie.

## Órbita
A órbita de 2004 PV107 tem uma excentricidade de 0,128 e possui um semieixo maior de 44,740 UA. O seu periélio leva o mesmo a uma distância de 39,019 UA em relação ao Sol e seu afélio a 50,462 UA.